# PlayStation Vita
PlayStation Vita (PS Vita) — портативна гральна консоль, розроблена Sony Interactive Entertainment. Випущена у Японії 17 грудня 2011, у Північній Америці та Європі — 22 лютого 2012. На різних етапах розробки мала назви NGP та PSP2.
Консоль підтримує як ігри на фізичних носіях (картки пам'яті PlayStation Vita card), так і цифрові копії, завантажені з PlayStation Network. Може запускати ігри своєї попередниці (PlayStation Portable) за допомогою емуляції.
Система була анонсована 27 січня 2011 разом з PlayStation Suite на PlayStation Meeting 2011. До анонсу консоль була знана як «'PSP2»', про яку (як і про PlayStation Phone) було відомо з чуток від сторонніх розробників. До E3 2011 система була знана під робочою назвою «'Next Generation Portable»' («'NGP»').
Виробництво цієї системи закінчилося 1 березня 2019 року, а виробництво фізичних картриджів з іграми  завершили  31 березня 2019 року. 

## Технічні характеристики
Початкові характеристики були оголошені разом з анонсом консолі. Після E3 2011 дані були уточнені.
- Центральний процесор: 4-ядерний процесор ARM Cortex™-A9 (з частотою до 2.0 GHz, може бути знижена Sony для економії заряду батареї)[9].
- Графічний процесор: PowerVR SGX543MP4+ з підтримкою OpenGL 2.0 (200 MHz, 133 MPolygon/s, 4 GPixel/s) і об'ємом відеопам'яті 128 мегабайт.
- Оперативна пам'ять: 512 мегабайт.
- Дисплей: 5-дюймовий (127мм) OLED, 960 × 544 (16:9) 220 dpi, TrueColor.
- Розміри (ширина × висота х товщина): приблизно 182×83,55×18,6 мм.
- Засоби введення: кнопка PS, кнопка живлення, хрестовина (вгору/вниз/вправо/вліво), кнопки дій (, , , ), бічні кнопки (L, R), 2 аналогових стіка, кнопки Start і Select, кнопки регулювання гучності (+/-); також ємнісні сенсорний екран і задня сенсорна панель з multi-touch.
- Комунікації: адаптери IEEE 802.11 b/g/n Wi-Fi і Bluetooth 4.0 + EDR, а також опціональний 3G-модем[10].
- Камери: передня і задня, запис з частотою кадрів 120 кадрів/сек при 320x240 і 60 кадрів/сек при 640x480.
- Додатково: стереодинаміки, мікрофон, тривісний електронний компас, гіроскоп і акселерометр (Sixaxis); також GPS в моделі з 3G.
- Підтримка Remote Play (використання консолі як контролера для «PlayStation 3» по мережі)[11].

## Носій

PlayStation Vita card

Ігри для PlayStation Vita поширюються на флеш-картах нового пропрієтарного формату PlayStation Vita card", які замінили UMD. Крім цього, консоль має роз'єм для нових карт пам'яті, які прийшли на зміну Memory Stick PRO DUO та випускаються з обсягом до 64 ГБ. На старті в Європі були доступні карти від 4 до 16 ГБ. 5-10% вільного місця на них зарезервовано для файлів збережень і патчів. Використовуючи флеш-накопичувачі, Sony планує ввести у використання картки більшого об'єму. Також PSN-аккаунт користувача пов'язаний з картою пам'яті, але не із консоллю.

## Програмне забезпечення

### Системне ПЗ
У PlayStation Vita замість XMB реалізовано новий інтерфейс, одна з особливостей якого — вікно Live Area, яке є у кожного додатка. В ньому знаходиться остання інформація про дії друзів користувача, електронна інструкція і кнопка запуску програми. В цілому інтерфейс являє собою центральне вертикально прогортуване меню з круглими іконками ігор і додатків.
В консолі будуть встановлені додатки «Near» , «Party» і «Welcome Park»  і поштовий клієнт. «Near» дозволяє знаходити інших власників консолі поблизу, бачити їхні ігри, а також дає можливість обмінюватися віртуальними подарунками. «Party» є засобом обміну повідомленнями і голосового зв'язку, незалежним від використовуваного паралельно додатку, що є найбільш затребуваною функцією для попередніх консолей PlayStation згідно PlayStation.Blog Share.
Також у PlayStation Vita є функція Remote Play («дистанційної гри»): ігровий процес з PlayStation 3 транслюється на екран портативної консолі, яку також можна використовувати як контролер. У деяких іграх можна влаштовувати крос-платформову гру між користувачами PlayStation 3 і PlayStation Vita.
На початку серпня 2011 року компанія «Sony» надала dev kit деяким незалежним розробникам безкоштовно, а в середині серпня того ж року оголошена офіційна ціна на «dev kit» для розробки ігор для «PS Vita» — 1 900 євро, коли такі комплекти для «PlayStation 2 і PlayStation 3» коштували за 20 000 євро, а для PSP — 15 000 євро.
У листопаді 2011 року на конференції GDC 2011 були розкриті подробиці про PlayStation Suite, комплект засобів розробки для створення додатків та ігор для PS Vita, Xperia Play, Tablet, Tablet P і інших майбутніх пристроїв, призначений для незалежних розробників. Розробка цих програм здійснюється мовою C#, який працює в кастомізованій Sony віртуальній машині на основі фреймворку Mono. Середовищем розробки служить PssStudio, яка в свою чергу теж є кастомізованих версією IDE MonoDevelop.

### Ігри
При анонсі консолі були оголошені ігри з серій:
Call of Duty, Dynasty Warriors Next, Everybody's Golf, Killzone, LittleBigPlanet, Metal Gear Solid, Resistance, WipeOut, Uncharted, Yakuza. Для демонстрації можливостей консолі була показана робота портованого рушія Unreal Engine і сцена з Lost Planet 2, портована з PlayStation 3. Для демонстрації зворотної сумісності з PlayStation Portable була показана розроблювана версія для стягнення гри Monster Hunter Portable 3rd, що підтримує обидва стіка.
Для PlayStation Suite були заявлені ігри з першої PlayStation: Cool Boarders 2, MediEvil, Rally Cross, Syphon Filter і Wild Arms.
У день старту продажів покупцям вже були доступні 25 ігор, серед яких FIFA 12, Ultimate Marvel vs. Capcom 3, Uncharted: Golden Abyss, F1 2011.
Станом на 2017 рік найуспішнішими іграми, продажі яких склали понад 1 млн копій, на консолі є:
- Minecraft
- Call of Duty Black Ops: Declassified
- Uncharted: Golden Abyss
- Assassin's Creed III: Liberation
- LittleBigPlanet PS Vita
- Persona 4: Golden
- Need for Speed: Most Wanted[24]

### Додатки
На gamescom 2011, Sony анонсувала програми для Facebook, Skype, Netflix, Twitter, foursquare, які доступні через PlayStation Store. Додаткові додатки: Qriocity, Flickr, YouTube (анонс був у травні 2012), Hulu і Crackle (останні два були анонсовані на E3 2012).